# Filmatiseringar av De tre musketörerna
Romanen De tre musketörerna (1844) har filmatiserats flera gånger:
- De tre musketörerna (film, 1903), fransk film
- Les Trois Mousquetaires (film, 1911), amerikansk film
- De tre musketörerna (film, 1916), amerikansk film
- De tre musketörerna (film, 1921), amerikansk stumfilm med Douglas Fairbanks, Sr.
- Les Trois Mousquetaires (film, 1921), fransk stumfilm
- De tre musketörerna (film, 1935), amerikansk filmatisering av RKO med Walter Abel
- De tre musketörerna (film, 1939), en amerikansk komediversion med Don Ameche och Bröderna Ritz
- De tre musketörerna (film, 1948), amerikansk filmatisering av MGM, regisserad av George Sidney med bland andra Lana Turner, Gene Kelly, Van Heflin, Gig Young och Robert Coote.
- De tre musketörerna (film, 1953), fransk film regisserad av André Hunebelle, med Georges Marchal och Bourvil
- De tre musketörerna (film, 1973), amerikansk-brittisk film regisserad av Richard Lester med bland andra Michael York, Oliver Reed, Frank Finlay, Richard Chamberlain, Raquel Welch, Christopher Lee, Geraldine Chaplin och Faye Dunaway. Filmen följdes året därpå av De fyra musketörerna.
- De tre musketörerna (film, 1993), film regisserad av Stephen Herek med Kiefer Sutherland, Oliver Platt och Charlie Sheen som Athos, Porthos och Aramis i huvudrollerna tillsammans med Chris O'Donnell som D'Artagnan.
- Mannen med järnmasken (film, 1998), med Leonardo DiCaprio, Gabriel Byrne, Jeremy Irons, John Malkovich och Gérard Depardieu.
- The Three Musketeers, från 2011, regisserad av Paul W.S. Anderson.